# Gozzano
Gozzano is een gemeente in de Italiaanse provincie Novara (regio Piëmont) en telt 5949 inwoners (31-12-2004). De oppervlakte bedraagt 12,5 km², de bevolkingsdichtheid is 476 inwoners per km².
De volgende frazioni maken deel uit van de gemeente: Auzate en Bugnate.

## Demografie
Gozzano telt ongeveer 2445 huishoudens. Het aantal inwoners daalde in de periode 1991-2001 met 0,1% volgens cijfers uit de tienjaarlijkse volkstellingen van ISTAT.
| Jaar | Inwoneraantal |
| ---- | ------------- |
| 1991 | 5986          |
| 2001 | 5982          |

## Geografie
De gemeente ligt op ongeveer 367 m boven zeeniveau.
Gozzano grenst aan de volgende gemeenten: Bolzano Novarese, Borgomanero, Briga Novarese, Gargallo, Invorio, Orta San Giulio, Pogno, San Maurizio d'Opaglio en Soriso.